# Marlierea rufa
Marlierea rufa är en myrtenväxtart som beskrevs av Otto Karl Berg. Marlierea rufa ingår i släktet Marlierea och familjen myrtenväxter. Inga underarter finns listade i Catalogue of Life.